# Cyclosorus
Cyclosorus ist eine Pflanzengattung in der Familie der Sumpffarngewächse (Thelypteridaceae). Der Umfang dieser Gattung wird kontrovers diskutiert. Die nur noch zwei bis vier Arten der Cyclosorus s. str. gedeihen in subtropischen bis tropischen Gebieten.

## Beschreibung
Cyclosorus-Arten sind mittelgroße ausdauernde krautige Pflanzen. Sie wachsen terrestrisch, selten auch epiphytisch. Sie bilden ein aufrechtes, niederliegendes oder kriechendes Rhizom, welches mit schmalen Schuppen, manchmal auch mit nadelförmigen Haaren bedeckt ist.
An den Enden der Rhizome stehen getrennt voneinander oder nah beieinander stehend die Wedel, welche einheitlich gestaltet sind. Die einfach gefiederten Wedel sind meist länglich-lanzettlich, können zur Basis hin schmal zulaufen und enthalten Paare an krautigen bis ledrigen Fiederblättchen. Die meist länglich-lanzettlichen Fiederblättchen sind an der Oberseite mit Ausnahme der Mittelader meist glatt, selten mit nadelförmigen Haaren und an der Unterseite ebenfalls mit nadelförmigen Haaren sowie bräunlich orangen bis gelben Drüsen bedeckt. Sie haben mehr oder weniger ganzrandige bis tief gelappte Ränder, wobei die Blattränder im oberen Wedelbereich meist mehr gelappt sind. Die Fiederblättchen können an der Unterseite der Blattbasis manchmal angeschwollene Aerophoren aufweisen. Die unteren Fiederblättchen können auch kleiner als die oberen Fiederblättchen sein. Die Blattadern sind einfach oder selten gabelig verzweigt, zumindest ein Adernpaar ist verschiedenartig verbunden (anastomosierend).
Die runden, selten länglich geformten Sori stehen etwas innerhalb (intramarginal) des Blattes. Sie werden von einem kreis- bis nierenförmigen, membranartigen Indusium bedeckt, welches eine glatte, mit nadelförmigen Haaren oder Drüsen besetzte Oberfläche hat. Die Sporangien haben einen dreireihigen Stiel und weisen eine runde Drüse oder seltener ein kurzes Borstenhaar auf. Die meist blassbraunen Sporen sind monolet, länglich-nierenförmig geformt und weisen Flügel auf oder sind stachelig behaart.
Die Chromosomengrundzahl beträgt x = 36.

## Systematik

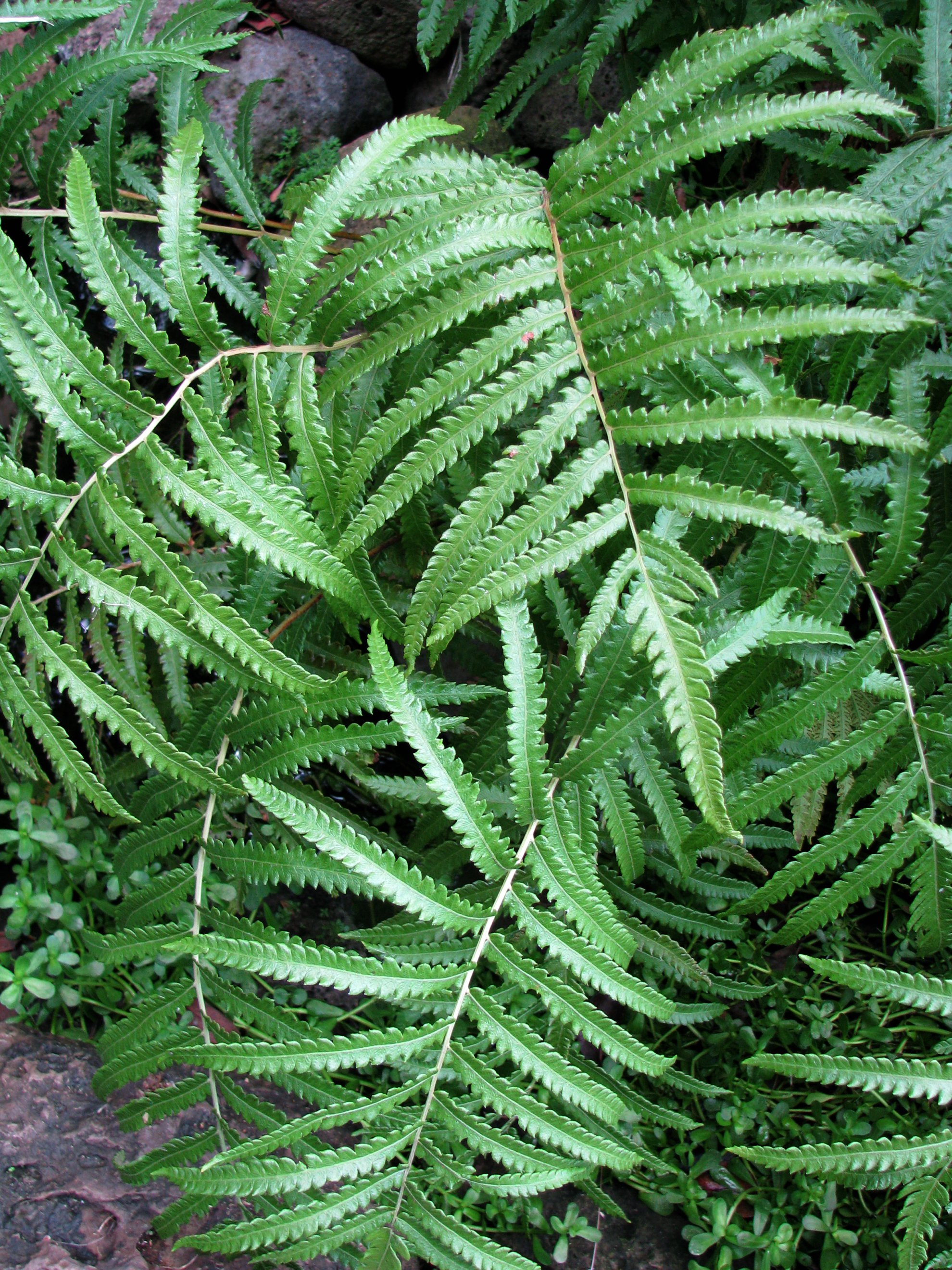
Cyclosorus interruptus

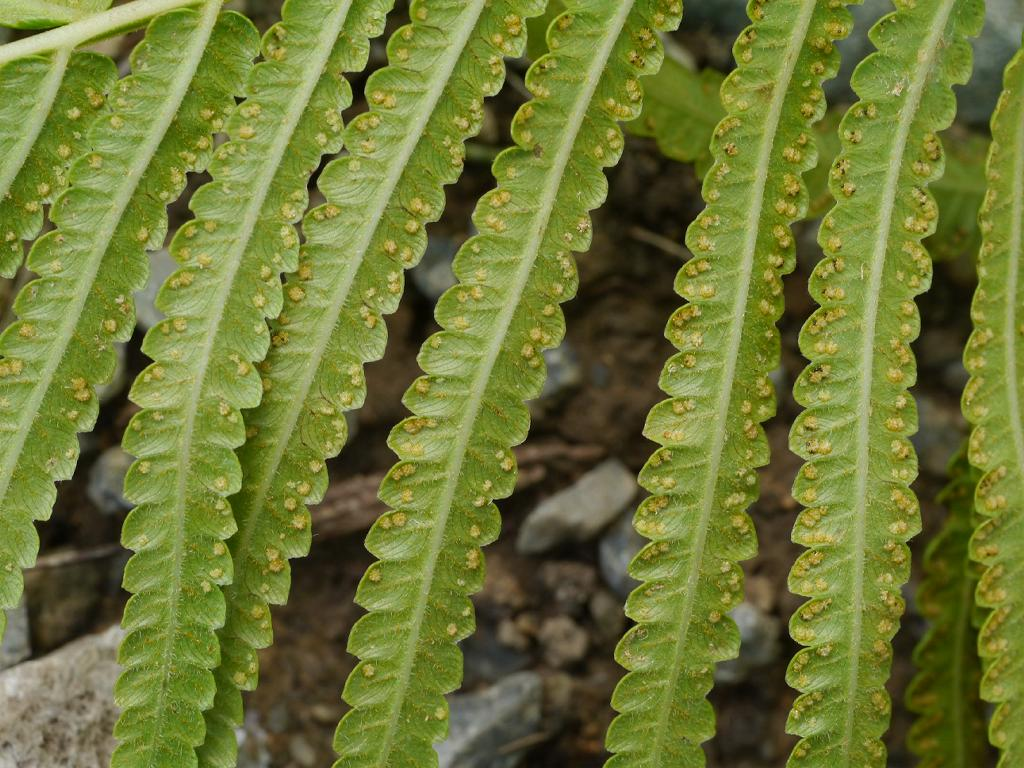
Cyclosorus interruptus, Unterseite des Wedels

### Taxonomie
Die Gattung Cyclosorus wurde im Jahr 1833 durch Heinrich Friedrich Link in Hortus Regius Botanicus Berolinensis, Band 2, Seite 128 aufgestellt. Die Typusart ist Cyclosorus gongylodes (Schkuhr) Link

### Arten der GattungCyclosoruss.str. mit ihrer Verbreitung
Synonyme für  Cyclosorus s. str. sind nur noch Dryopteris subgen. Cyclosorus (Link) C.Chr., Thelypteris subgen. Cyclosoriopsis K.Iwats., Cyclosorus subgen. Cyclosoriopsis (K.Iwats.) Panigrahi, Thelypteris subgen. Cyclosorus (Link) Morton, Nephrodium Schott.
Die nur noch zwei bis vier Arten der Cyclosorus s. str. gedeihen in subtropischen bis tropischen Gebieten. Es wurden noch nicht alle erforderlichen Neukombinationen veröffentlicht und deshalb sind hier noch einige weitere Arten aufgelistet:
- Cyclosorus angustipinnatus C.Chr. & Tardieu ex Tardieu (Syn.: Thelypteris angustipinnata (C.Chr. & Tardieu ex Tardieu) C.F.Reed): Sie kommt in Vietnam vor.[2]
- Cyclosorus attenuatus Ching ex K.H.Shing (Syn.: Cyclosorus mollissimus Ching ex K.H.Shing, Thelypteris moriana Christenh.): Sie gedeiht an feuchten Standorten in Wäldern und an Waldrändern in Höhenlagen von 300 bis 1100 Metern nur im südöstlichen Yunnan.[3][2]
- Cyclosorus cuneatus Ching ex K.H.Shing (nom. illeg. non (C.Chr.) Ching, Syn.: Cyclosorus clavatus K.H.Shing, Thelypteris clavata (K.H.Shing) Christenh., Cyclosorus pseudoattenuatus Ching): Sie wurde 1999 erstbeschrieben, aber der Name war schon vergeben ist also nicht gültig. Sie kommt und in Vietnam in den chinesischen Provinzen Chongqing, Guangxi sowie Guizhou vor.[3][2]
- Cyclosorus exindusiatus (W.H.Wagner) W.H.Wagner (Syn.: Thelypteris exindusiata W.H.Wagner): Die Neukombination erfolgte 1999. Sie kommt in Hawaii vor.[2]
- Cyclosorus interruptus (Willd.) H.Itô (Syn.: Aspidium continuum Desv., Aspidium gongylodes Schkuhr, Aspidium lucens Bojer ex Kunze, Aspidium obtusatum Sw., Aspidium paludosum (Liebm.) Mett., Aspidium plantianum (Pappe & Rawson) Kuhn, Aspidium pohlianum C.Presl, Aspidium propinquum (R.Br.) Sw., Aspidium resiniferum Kaulf., Aspidium serra Schkuhr, Aspidium serratum Sw., Aspidium unitum (L.) Sieber ex Mett. nom. superfl. non Sw., Aspidium unitum Sw. non Polypodium unitum L., Aspidium unitum var. glabrum Mett., Aspidium unitum var. hirsutum Mett., Aspidium venulosum Blume, Cyclosorus gongylodes (Schkuhr) Link, Cyclosorus gongylodes var. glaber (Mett.) H.Itô, Cyclosorus gongylodes var. hirsutus (Mett.) Farw., Cyclosorus interruptus (Willd.) Ching nom. superfl., Dryopteris gongylodes (Schkuhr) Kuntze, Dryopteris gongylodes subsp. propinqua (R.Br.) C.Chr., Dryopteris gongylodes var. glabra Mett. ex H.Itô, Dryopteris gongylodes var. hirsuta (Mett.) Bonap., Dryopteris gongylodes var. hirsuta (Mett.) C.Chr., Dryopteris gongylodes var. longipinnulata Bonap., Dryopteris gongylodes var. propinqua (R.Br.) Bonap., Dryopteris interrupta (Willd.) Ching, Dryopteris obtusata (Sw.) Ballard, Dryopteris propinqua (R.Br.) Gilib., Dryopteris unita (Sw.) Maxon, Filix goggilodes (Schkuhr) Farw., Goniopteris cheilocarpa Fée, Goniopteris pennigera C.Presl, Hypopeltis marginifera Bory, Hypopeltis propinquoides Bory, Nephrodium consanguineum Moore, Nephrodium contiguum Schott, Nephrodium continuum (Desv.) Desv., Nephrodium ecklonianum (Kunze) Pappe & Rawson, Nephrodium ecklonii (Kunze) C.Presl, Nephrodium gongylodes (Schkuhr) Schott, Nephrodium gongylodes var. ecklonii (Kunze) Kümmerle, Nephrodium gongylodus (Schkuhr) Watts comb. superfl., Nephrodium inaequilaterum Colenso, Nephrodium lucens Bojer, Nephrodium microcarpum C.Presl, Nephrodium obtusatum (Sw.) Desv. comb. superfl., Nephrodium obtusatum (Sw.) C.Presl, Nephrodium paludosum Liebm., Nephrodium plantianum Pappe & Rawson, Nephrodium pohlianum (C.Presl) C.Presl, Nephrodium propinquum R.Br., Nephrodium pteroides (Retz.) Hook. & Baker, Nephrodium resiniferum (Kaulf.) Hook. & Arn., Nephrodium serratum Desv., Nephrodium unitum var. propinquum (R.Br.) Baker, Nephrodium venulosum Desv., Phymatodes secunda C.Presl, Polypodium pennigerum C.Presl, Polypodium secundum Wall., Polystichum goggilodus (Schkuhr) Gaudich., Polystichum propinquum (R.Br.) Gaudich., Polystichum serratum (Sw.) Gaudich., Pteris crenata Vell., Pteris interrupta Willd., Tectaria marginalis Cav., Thelypteris goggilodus (Schkuhr) Small, Thelypteris gongylodes (Schkuhr) K.Iwats. nom. superfl., Thelypteris interrupta (Willd.) K.Iwats., Thelypteris totta var. glabra (Mett. ex H.Itô) C.F.Reed, Thelypteris totta var. hirsuta (Mett.) C.V.Morton): Sie ist in Äthiopien, im Sudan, in Liberia, auf Bioko, in Burundi, Tansania, Madagaskar, auf Diego Garcia, in Sambia, Simbabwe, Malawi, Mosambik, Angola, auf Mayotte, in Uganda, Kenia, auf Sansibar, auf Pemba, im Senegal, in Gambia, Guinea, in der Elfenbeinküste, in Niger, im Tschad, in der Zentralafrikanischen Republik, in der Demokratischen Republik Kongo, in Brazzaville, Ruanda, auf Mauritius, auf Réunion, in den chinesischen Provinzen Fujian, Guangdong, Guangxi, Hainan, Jiangxi sowie südliches Yunnan, in Macau, Taiwan, Japan, auf den Ryūkyū-Inseln, in Südkorea, auf den Philippinen, auf Palawan, in Vietnam, in Kambodscha, Laos, Nepal, Thailand, in Myanmar, auf der Malaiischen Halbinsel, in Singapur, Sri Lanka, Bangladesch, in den indischen Bundesstaaten Andhra Pradesh, Arunachal Pradesh, Goa, Karnataka, Kerala, Madhya Pradesh, Manipur, Maharashtra, Meghalaya, Nagaland, Odisha, Tamil Nadu, Tripura, Westbengalen sowie Assam, auf den Malediven, Andamanen, auf Sumatra, Java, in Borneo, Sulawesi, auf den Kleinen Sundainseln (Bali, Lombok, Alor, Sumbawa, Flores, Timor), auf den Molukken, in Neuguinea, auf den Salomonen (Rennell, Tulagi), auf dem Bismarck-Archipel, in den australischen Bundesstaaten Western Australia, Northern Territory, östliches Queensland, nordöstliches New South Wales sowie Victoria, auf der Osterinsel, auf den hawaiianischen Inseln Kauaʻi, Oʻahu, Molokaʻi, Lānaʻi, Maui sowie auf der Hauptinsel Hawaii, auf der Nordinsel Neuseeland, in Samoa (Savaiʻi, Upolu, Tutuila, Aunuʻu, Taʻū), auf Rotuma, auf den südlichen Cookinseln, auf Guam, in Palau (Angaur, Namonuito), in den Vereinigten Staaten von Mikronesien (Chuuk, Piis, Lukunor, Satawan, Pohnpei, Kosrae), auf den Marshallinseln (Arno, Jaluit), in Fiji (nur Viti Levu), in Neukaledonien, auf den Gesellschaftsinseln (Tahiti, Hitiaa); auf Tongatapu, Rimatara, Rurutu, in den US-Bundesstaaten Florida sowie südöstliches Louisiana, in den mexikanischen Bundesstaaten Campeche, Chiapas, Hidalgo, Jalisco, Nayarit, Quintana Roo, Tabasco sowie Veracruz, in Guatemala, Honduras, El Salvador, Costa Rica, Nicaragua, Panama, in Kolumbien (Departamentos Antioquia, Bolívar, Cundinamarca, Valle), in Venezuela (Bundesstaaten Anzoategui, Apure, Aragua, Barinas, Bolívar, Carabobo, Cojedes, Falcón, Guárico, Lara, Mérida, Miranda, Monagas, Portuguesa, Sucre, Tachira, Trujillo, Zulia sowie Distrito Federal), in Peru, in den brasilianischen Bundesstaaten Amapa, Amazonas, Maranhão, Ceará, Paraíba, Pernambuco, Bahia, Alagoas, Mato Grosso, Goiás, Distrito Federal do Brasil, Mato Grosso do Sul, Minas Gerais, Espirito Santo, São Paulo, Rio de Janeiro, Paraná, Rio Grande do Sul sowie Santa Catarina, in Argentinien (Buenos Aires, Chaco, Corrientes, Entre Ríos, Jujuy, Misiones, Santa Fe), in der nordchilenischen Region III (Región de Atacama), in Paraguay (Departamentos Alto Paraná, Central, Cordillera, Guaira, Itapúa, Misiones, Ñeembucú, Paraguari, Presidente Hayes, San Pedro), in Uruguay (Departamento Río Negro), auf Grand Cayman, in Kuba, auf Hispaniola, in Jamaika, Puerto Rico, auf St. Kitts, Montserrat, Guadeloupe, Marie-Galante, Martinique, in Guyana, Suriname, Französisch-Guayana, in Bolivien (Departamentos Beni, Chuquisaca, Cochabamba, Pando, Santa Cruz), in Ecuador und auf den Galapagosinseln weitverbreitet. In Algerien und Marokko ist sie ein Neophyt.[2]
- Cyclosorus jinghongensis Ching ex K.H.Shing (Syn.: Cyclosorus aureoglandulosus Ching nom. nud., Cyclosorus baiseensis Ching ex K.H.Shing, Cyclosorus oppositus Ching ex K.H.Shing, Cyclosorus pumilus Ching ex K.H.Shing, Thelypteris jinghongensis (Ching ex K.H.Shing) Christenh.): Sie kommt in Thailand, Vietnam und in den chinesischen Provinzen Guangxi, Hainan sowie südliches Yunnan vor.[3][2]
- Cyclosorus lenormandii (C.Chr.) Ching (Syn.: Aspidium aneitense E.Fourn., Dryopteris lenormandii C.Chr., Nephrodium aneitense (E.Fourn.) Baker, Thelypteris aneitensis (E.Fourn.) C.F.Reed, Thelypteris lenormandii (C.Chr) Christenh.): Dieser Endemit kommt nur in Vanuatu vor.[2]
- Cyclosorus molundensis (Brause) Pic.Serm. (Syn.: Dryopteris molundensis Brause, Cyclosorus striatus var. molundensis (Brause) Tardieu): Sie kommt im tropischen Afrika in Kamerun, in der Zentralafrikanischen Republik, in der Demokratischen Republik Kongo und in Burundi vor.[2]
- Cyclosorus nanxiensis Ching ex K.H.Shing (Syn.: Thelypteris nanxiensis (Ching ex K.H.Shing) Christenh.): Dieser Endemit gedeiht an feuchten Standorten in Wäldern in Höhenlagen von 100 bis 700 Metern nur in Hekou im südöstlichen Yunnan.[3][2]
- Cyclosorus parvifolius Ching (Syn.: Thelypteris parvifolia (Ching) Christenh.): Sie kommt nur in Fujian vor.[3][2]
- Cyclosorus pygmaeus Ching & C.F.Zhang (Syn.: Cyclosorus chengii Ching ex K.H.Shing & J.F.Cheng, Thelypteris pygmaea (Ching & C.F.Zhang) Christenh.): Sie gedeiht zwischen Felsen entlang von Fließgewässern und an feuchten Waldrändern in Höhenlagen von 100 bis 800 Metern in den chinesischen Provinzen Jiangxi sowie Zhejiang.[3][2]
- Cyclosorus shimenensis Shing & C.M.Zhang (Syn.: Cyclosorus wangmoensis K.H.Shing ex P.S.Wang, Thelypteris shimenensis (K.H.Shing & C.M.Zhang) Christenh.): Sie gedeiht an feuchten Standorten in Wälderändern an halboffenen Wäldrändern in Höhenlagen von 300 bis 1000 Metern in den chinesischen Provinzen Chongqing, Guizhou sowie Hunan.[3][2]
- Cyclosorus striatus (Schum.) Ching (Syn.: Aspidium grunowii Bolle, Aspidium striatum Schum., Cyclosorus grunowii (Bolle) Ching, Cyclosorus interruptus var. striatus (Schum.) Verdc., Dryopteris grunowii (Bolle) C.Chr., Dryopteris hemitelioides Christ, Dryopteris pallidivenia Kuntze, Dryopteris striata (Schum.) C.Chr., Nephrodium grunowii Moore, Nephrodium pallidivenium (Hook.) Baker, Polypodium pallidivenium Hook., Thelypteris grunowii (Bolle) C.F.Reed, Thelypteris striata (Schum.) Schelpe): Sie ist im tropischen Afrika verbreitet.[2]
- Cyclosorus subacutus Ching (Syn.: Cyclosorus sahsiensis Ching nom. nud., Thelypteris subacuta (Ching) Christenh.): Sie gedeiht an feuchten Standorten in Wälderändern an halboffenen Wäldrändern in Höhenlagen von 0 bis 100 Metern in den chinesischen Provinzen Fujian, Guangdong, Jiangxi sowie südliches Zhejiang,[3] aber nicht in Taiwan.[2]
- Cyclosorus thailandicus S.Linds. (Syn.: Thelypteris thailandica (S.Linds.) Christenh.): Sie wurde 2008 erstbeschrieben und kommt im südwestlichen Thailand nur in Kaeng Krachan NP vor.[2]
- Cyclosorus wulingshanensis C.M.Zhang (Syn.: Cyclosorus leipoensis Ching & H.S.Kung, Thelypteris wulingshanensis (C.M.Zhang) Christenh.): Sie gedeiht an feuchten Standorten in Wäldern und an Waldrändern in Höhenlagen von 300 bis 2100 Metern im südöstlichen Tibet und in den chinesischen Provinzen Chongqing, Guangxi, westliches Hunan, südliches Sichuan sowie Yunnan.[3][2]

### Botanische Geschichte
Der Umfang dieser Gattung wird kontrovers diskutiert.

Abacopteris Fée, Ampelopteris Kunze, Amphineuron Holttum, Chingia Holttum, Christella H.Lév., Cyclogramma Tagawa, Dictyocline T.Moore, Dimorphopteris Tagawa & K.Iwats. ex K.Iwats., Glaphyropteridopsis Ching, Glaphyropteris (Fée) C.Presl ex Fée, Goniopteris C.Presl, Leptogramma J.Sm., Meniscium Schreb., Menisorus Alston, Mesophlebion Holttum, Plesioneuron (Holttum) Holttum, Pneumatopteris Nakai, Pronephrium C.Presl, Pseudocyclosorus Ching, Sphaerostephanos J.Sm., Stegnogramma Blume, Steiropteris (C.Chr.) Pic.Serm. sowie Trigonospora Holttum. Die meisten dieser Synonyme wurden von manchen Autoren als Untergattungen von Cyclosorus angesehen und sind nach einigen Revisionen eigenständige Gattung.
- Cyclosorus acuminatus (Houtt.) Nakai[3] → Christella acuminata (Houtt.) Holttum[2]
- Cyclosorus aridus (D.Don) Ching[3] → Christella arida (D.Don) Holttum[2]

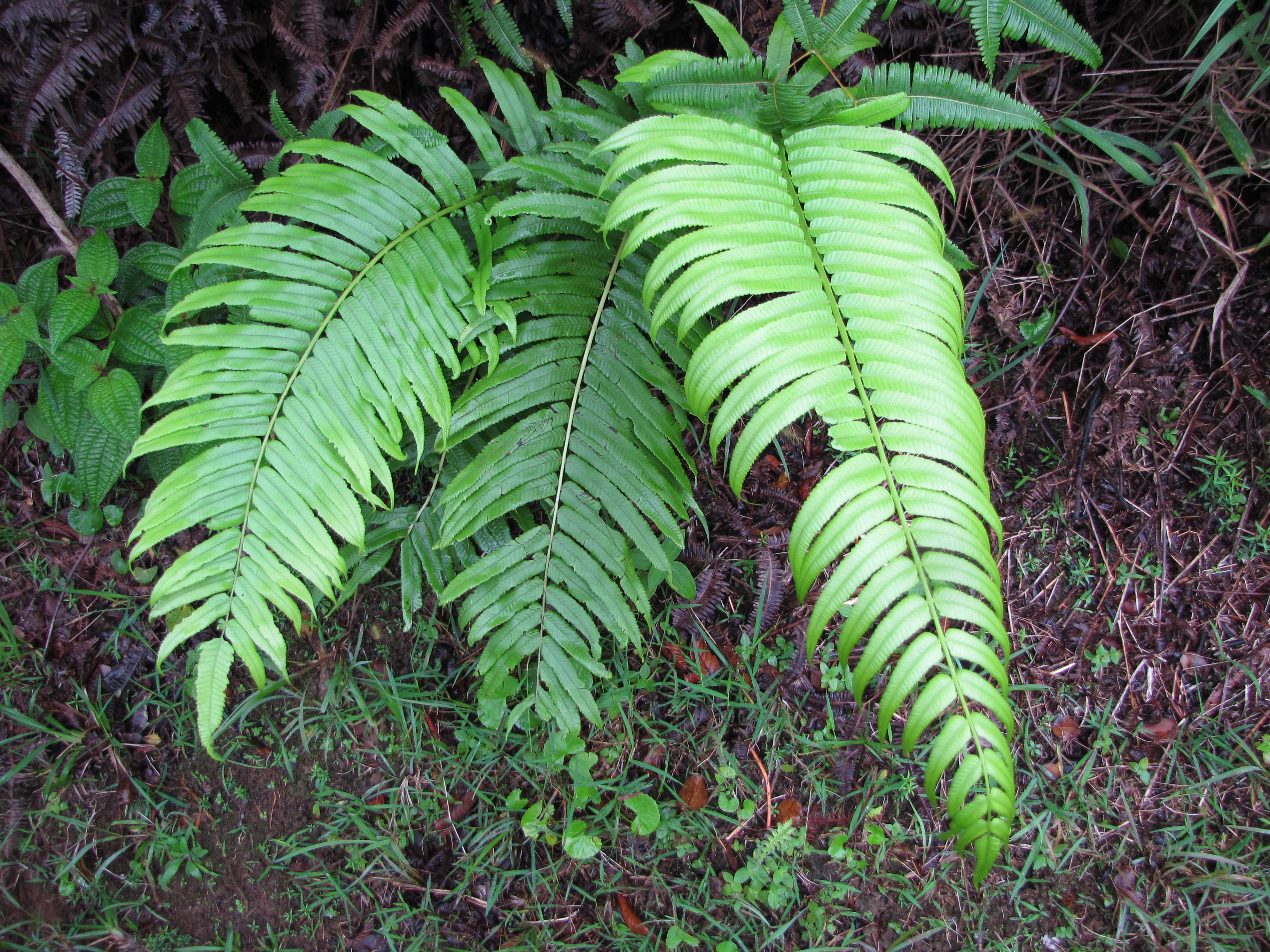
Cyclosorus cyatheoides

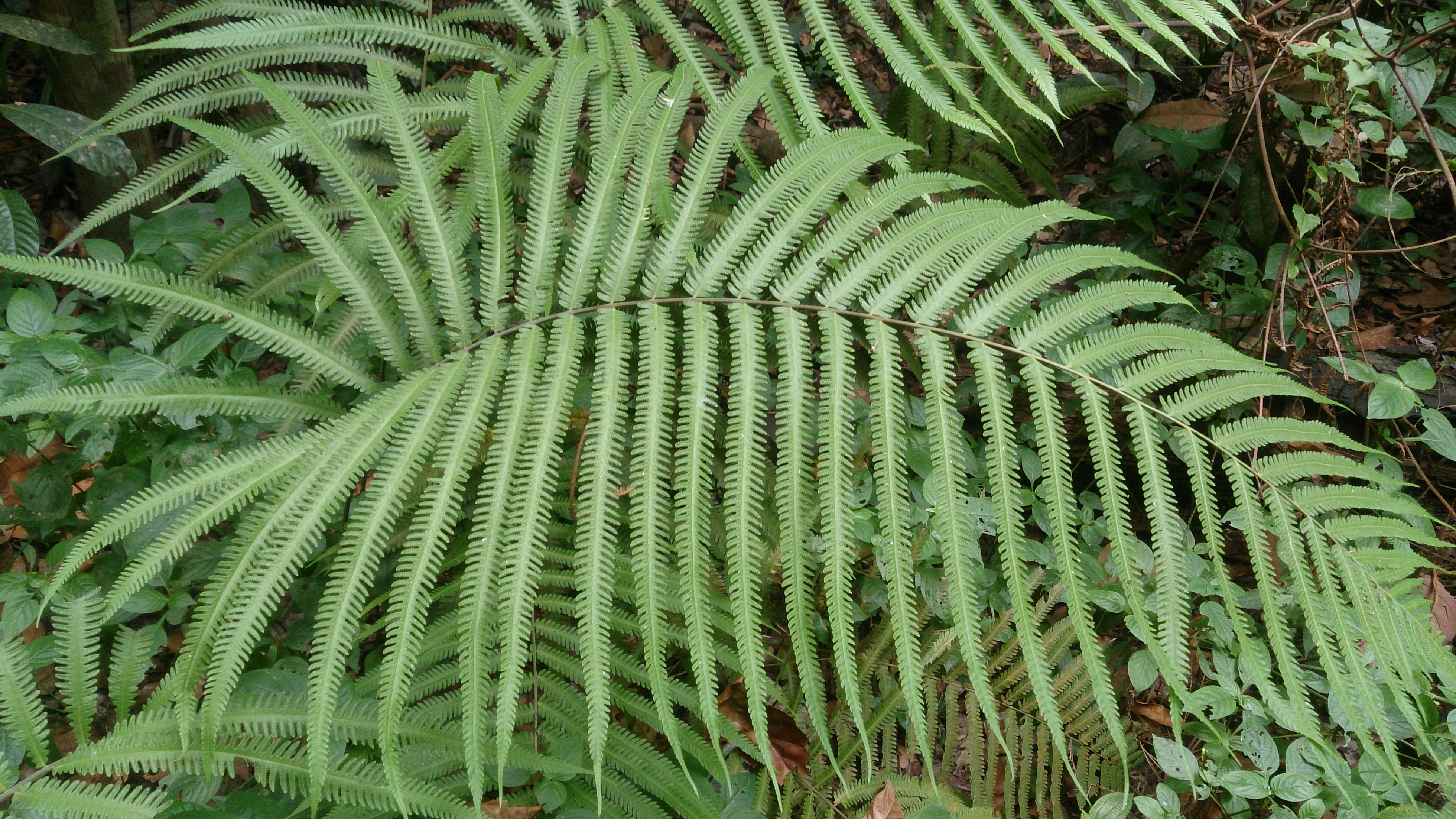
Cyclosorus opulentus

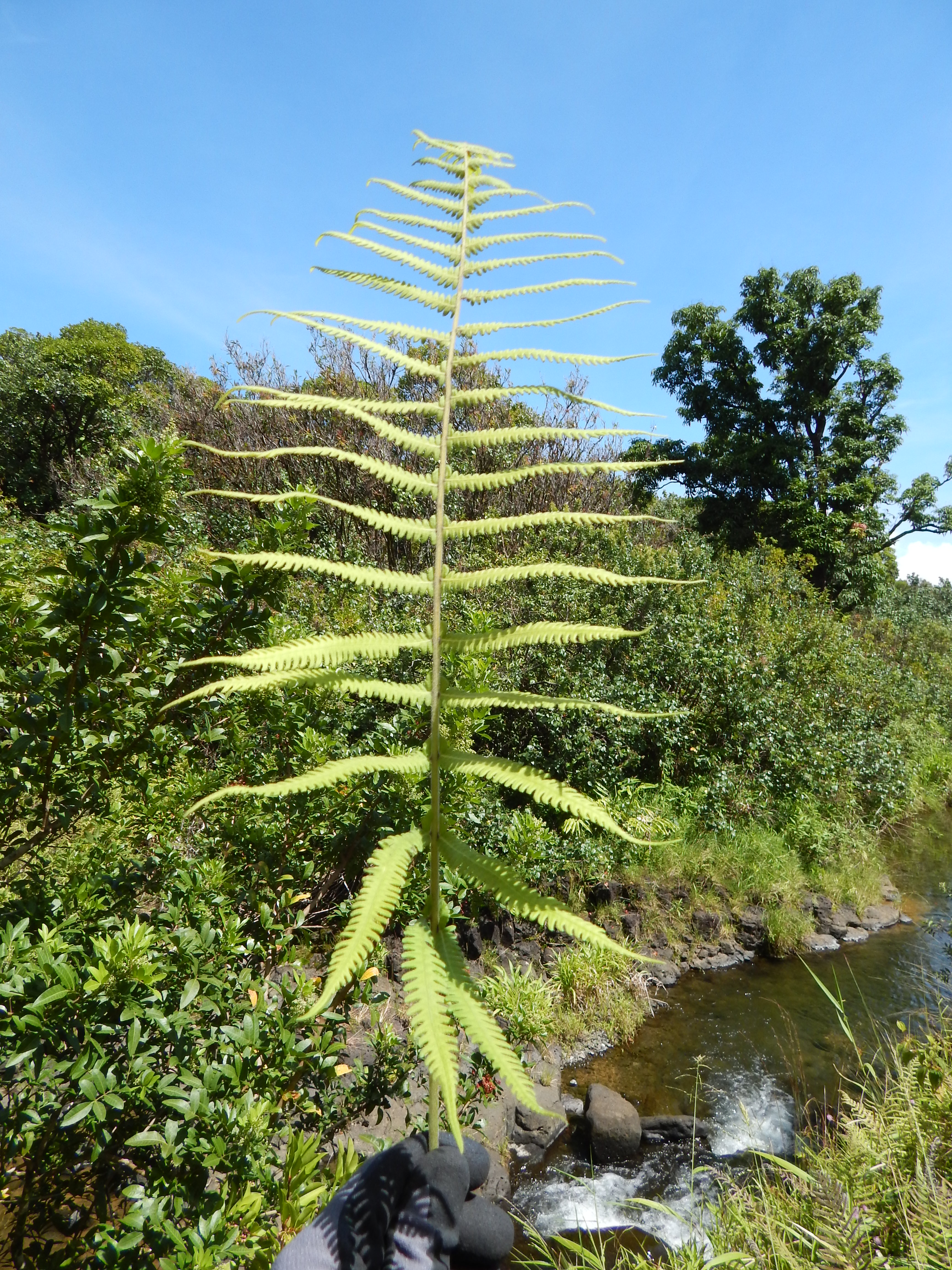
Cyclosorus parasiticus

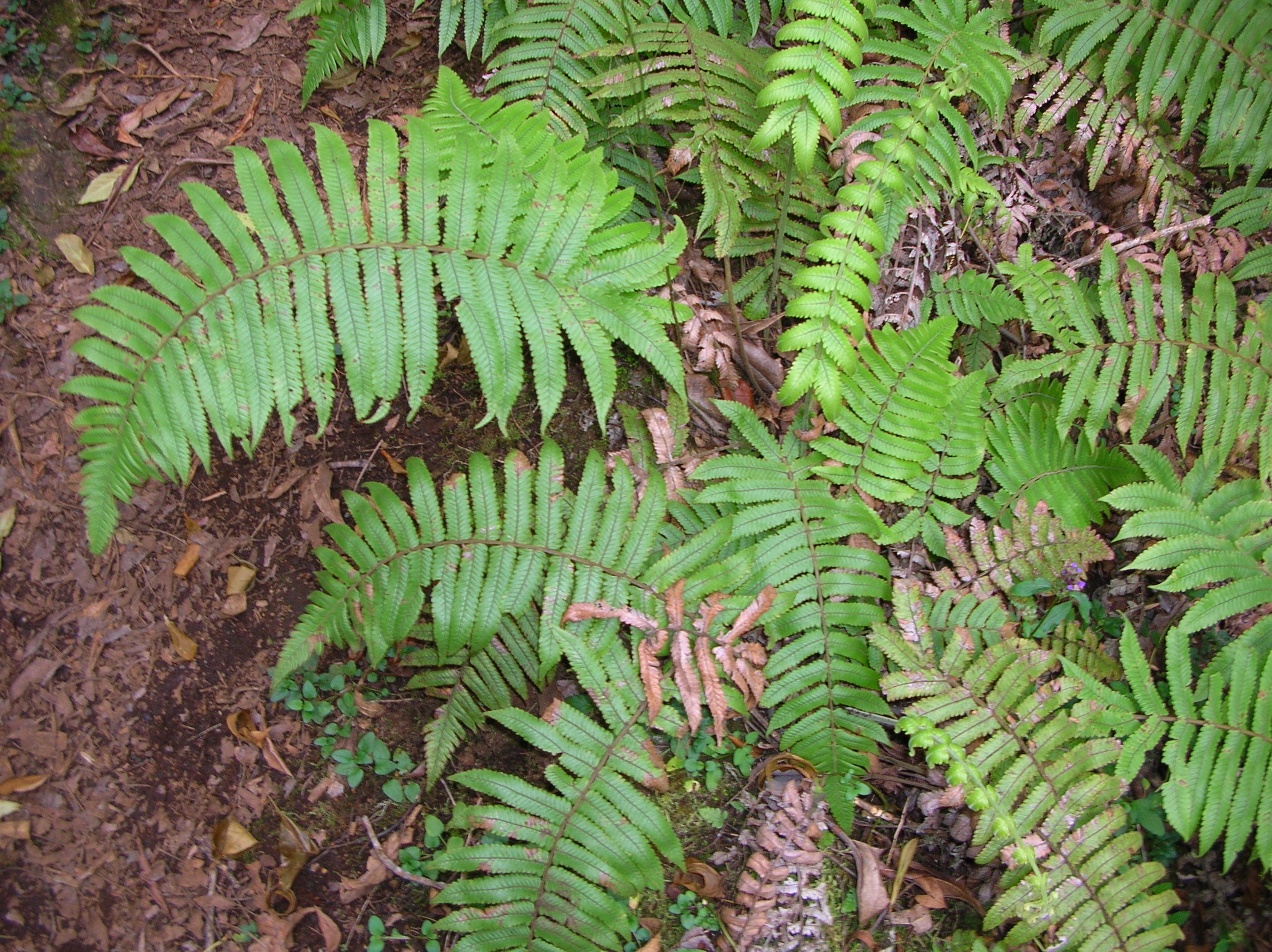
Cyclosorus sandwicensis

- Cyclosorus articulatus Panigrahi[3] → Pronephrium articulatum (Houlston & Moore) Holttum[2]
- Cyclosorus boholensis Copel. → Sphaerostephanos acrostichoides (Desv.) Holttum[2]
- Cyclosorus boydiae (D.C.Eaton) W.H.Wagner[4] → Christella boydiae (D.C.Eaton) Holttum[2]
- Cyclosorus calvescens Ching[3] → Christella calvescens (Ching) Holttum[2]
- Cyclosorus crinipes (Hook.) Ching[3] → Christella crinipes (Hook.) Holttum[2]
- Cyclosorus cyatheoides (Kaulf.) Farw.[4] → Christella cyatheoides (Kaulf.) Holttum[2]
- Cyclosorus cylindrothrix (Rosenst.) Ching[3] → Christella clarkei (Bedd.) Holttum[2]
- Cyclosorus dentatus (Forssk.) Ching[3] → Christella dentata (Forssk.) Brownsey & Jermy[2]
- Cyclosorus ensifer (Tagawa) W.C.Shieh[3] → Christella ensifera (Tagawa) Holttum ex C.M.Kuo, H.L.Liu, T.C.Huang, T.Koyama & De Vol[2]
- Cyclosorus evolutus (C.B.Clarke & Baker) Ching[3] → Christella evoluta (C.B.Clarke ex Bedd.) Holttum[2]
- Cyclosorus florencei A.R.Sm. & Lorence[6]
- Cyclosorus fukienensis Ching[3] → Christella fukienensis (Ching) Holttum[2]
- Cyclosorus glaber Desv. → Pneumatopteris glabra (Copel.) Holttum[2]
- Cyclosorus glanduliferus (Brack.) Copel.[6] → Pneumatopteris glandulifera (Brack.) Holttum[2]
- Cyclosorus gustavii (Bedd.) Ching[3] → Christella gustavii (Bedd.) Holttum[2]
- Cyclosorus heterocarpus (Blume) Ching[3] → Sphaerostephanos heterocarpus (Blume) Holttum[2]
- Cyclosorus hirtisorus (C.Chr.) Ching[3] → Sphaerostephanos validus (C.Chr.) Holttum[2]
- Cyclosorus hokouensis Ching[3] → Christella hokouensis (Ching) Holttum[2]
- Cyclosorus hudsonianus (Brack.) Ching[4] → Pneumatopteris hudsoniana (Brack.) Holttum[2]
- Cyclosorus invisus (G.Forst.) Copel.[4] → Sphaerostephanos invisus (G.Forst.) Holttum[2]
- Cyclosorus jaculosus (Christ) H.Itô[3] → Christella jaculosa (Christ) Holttum[2]
- Cyclosorus latebrosus (Kunze ex Mett.) Ching[3] → Sphaerostephanos latebrosus (Kunze ex Mett.) Holttum[2]
- Cyclosorus latipinnus (Benth.) Tardieu[3] → Christella latipinna (Benth.) Lév.[2]
- Cyclosorus longissimus (Brack.) Ching[6] → Chingia longissima (Brack.) Holttum[2]
- Cyclosorus marquesicum (Holttum) Lorence & A.R.Sm.[6] → Plesioneuron marquesicum Holttum[2]
- Cyclosorus molliusculus (Wall. ex Kuhn) Ching[3] → Pseudocyclosorus canus (J.Sm.) Holttum & Grimes[2]
- Cyclosorus opulentus (Kaulf.) Nakaike[3] → Amblovenatum opulentum (Kaulf.) J.P.Roux[2]
- Cyclosorus papilio (C.Hope) Ching[3] → Christella papilio (C.Hope) Holttum[2]
- Cyclosorus parasiticus (L.) Farw.[3] → Christella parasitica (L.) Lév.[2]
- Cyclosorus pendens (D.D.Palmer) N.Snow[4] → Pneumatopteris pendens D.D.Palmer[2]
- Cyclosorus procerus S.Lindsay & D.J.Middleton[3] → Christella appendiculata (Wall. ex C.Presl) Holttum[2]
- Cyclosorus procurrens (Mett.) Copel.[3] → Christella parasitica (L.) Lév.[2]
- Cyclosorus productus (Kaulf.) Ching[3] → Sphaerostephanos productus (Kaulf.) Holttum[2]
- Cyclosorus sandwicensis (Brack.) Copel.[4] → Pneumatopteris sandwicensis (Brack.) Holttum[2]
- Cyclosorus scaberulus Ching[3] → Christella scaberula (Ching) Holttum[2]
- Cyclosorus siamensis (Tagawa & K.Iwats.) Panigrahi[3] → Christella quadrangularis (Fée) Holttum[2]
- Cyclosorus stokesii (E.D.Br.) Ching[6] → Pneumatopteris stokesii (E.D.Br. ex E.D.Br. & F.Br.) Holttum[2]
- Cyclosorus subelatus (Baker) Ching[3] → Christella subelata (Baker) Holttum[2]
- Cyclosorus subpectinatus (Copel.) Ching[6] → Sphaerostephanos subpectinatus (Copel.) Holttum[2]
- Cyclosorus taiwanensis (C.Chr.) H.Itô[3] → Sphaerostephanos taiwanensis (C.Chr.) Holttum ex Kuo[2]
- Cyclosorus terminans (J.Sm. ex Hook.) K.H.Shing[3] → Amblovenatum terminans (Wall. ex Hook.) J.P.Roux[2]
- Cyclosorus truncatus (Poir.) Farw.[3] → Pneumatopteris truncata (Poir.) Holttum[2]
- Cyclosorus wailele (Flynn) W.H.Wagner[4] → Christella wailele (Flynn) D.D.Palmer[2]